# Ali Assoul
Pour les articles homonymes, voir Assoul.
Ali Assoul est un wali en Algérie.

## Fonctions
Il a été wali de Mascara de 1974 à 1978 et wali de Bouira de 1978 à 1981.